# Zásada pod školou
Zásada pod školou je přírodní památka poblíž obce Zásada v okrese Jablonec nad Nisou. Oblast spravuje Krajský úřad Libereckého kraje.

## Předmět ochrany
Důvodem ochrany je zamokřené stanoviště slatinného charakteru s výskytem vachty trojlisté (Menyanthes trifoliata), ďáblíku bahenního (Calla palustris) a bledule jarní (Leucojum vernum). Ve střední části podmáčené louky roste přeslička poříční (Equisetum fluviatile), blatouch bahenní (Caltha palustris) a violka bahenní (Viola palustris), při okrajích lze nalézt čechřici vonnou (Myrrhis odorata). 

## Dostupnost
Chráněné území se rozkládá podél pravostranného přítoku Plchovského potoka pod bývalou měšťanskou školou v Zásadě. Kolem jižního okraje přírodní památky prochází naučná stezka "K mokřadu Zásada". Tato stezka s 8 zastaveními začíná u kaple svaté Trojice v Držkově a končí v Zásadě u místního hřbitova za kaplí svatého Prokopa.